# Cryptus dianae
Cryptus dianae là một loài tò vò trong họ Ichneumonidae.